# Jean Canappe
Compléments
Renommé pour être le premier qui ait fait des cours de chirurgie en langue française
Jean (ou Jehan) Canappe (parfois écrit Jean Canape) est un médecin français qui fut attaché auprès de François Ier en 1542. il écrit parfois sous le pseudonyme de Philiatros.

## Biographie
Il semble avoir obtenu son diplôme de médecin à Montpellier « dans l'une des deux grandes promotions qui constituent le cercle des "anticques amys" de Rabelais ».
Il travaille avec Symphorien Champier au Collège de médecine de Lyon et devient l'ami d'Ambroise Paré pour lequel il traduit plusieurs livres de Galien.
Lecteur public des chirurgiens-barbiers à Lyon, il est abréviateur de Guy de Chauliac lui-même considéré comme le père de la chirurgie médicale, profession alors réservée aux barbiers.

## Œuvres
Jean Canappe est le premier qui ait fait des cours de chirurgie en langue française,.
« Ce fut, sans doute, parce que la chirurgie ne s'enſeignoit point alors en françois, que Canape entrepris d'en donner des leçons, & de traduire des livres qui y avoient rapport. Il procura, & par écrit, & de vive voix, des inſtructions aux barbiers de son temps, qui exerçoient auſſi la chirurgie. Ces hommes, qui n'avoient pas reçu une éducation brillante, ne pouvoient pas puiſer des connoissances chirurgicales dans les ouvrages écrits en latin ; les livres françois ſur cette partie de la médecine étoient alors peu nombreux. Canape en augmenta le nombre, & contribua, par ſon zèle, à former des chirurgiens. Il a bien mérité de l'art & de l'humanité : auſſi ſon nom & le ſouvenir de ſes travaux utiles pour le temps, ſe ſont-ils conservés. »
Il a traduit du grec en français plusieurs livres de Galien tels que :
- Le livre des simples (1545) ;
- L'anatomie du corps humain (1541 - 1583) ;
- Le livre de Galien traitant du mouvement et des muscles.

ainsi que des livres de médecine de latin en français :
- Loys Vasse et Jean Canappe, L'anatomie du corps humain, reduite en tables, Jehan Ruelle, 1558 (lire en ligne) ;
- Loys Vasse et Jean Canappe, Tables anatomiques du corps humain universel: soit de l'homme, ou de la femme, J. de Tournes, 1547 (lire en ligne) ;
- Commentaires et annotations sur le prologue et chapitre singulier de Guy de Chauliac (1542).

Il écrit aussi :
- Guy de Chauliac et Jean Canappe, Le guidon en francoys, pour les barbiers et chirurgiens, Jean Ruelle, 1562 (lire en ligne).

Jean Canappe eut pour disciple Pierre Tolet qui fut lui aussi lié avec Rabelais.
Étienne Dolet lui écrivit, en janvier 1539, la lettre suivante :

« Estienne Dolet à Maistre Jehan Canappe, Docteur en Médecine, Salut.

Sache Amy, que l'utilité que j'ay congneu proceder des Livres de Galien. C'est assavoir le III, IIII, V, VI, XIII et XIIII, de la Methode Therapeutique, avec le Second de l'Art Curatoire a Glaucon lesquels m'as baillé, sur foy de les mettre fidelement en lumiere, m'a induit (avec l'amytié que je te porte) d'y vacquer en la sorte, que telz Œuvres requierent. Et soulz le Privileige, que le Roy m'a donné, maintenant sortent en lumière. Prendz donc en gré mon labeur : et ne te lasse en ton endroict, de proffiter au bien public Literaire.

De Lyon ce XXV de janvier 1539. »